# Euphorbia polygona
Euphorbia polygona là một loài thực vật có hoa trong họ Đại kích. Loài này được Haw. mô tả khoa học đầu tiên năm 1803.

## Hình ảnh

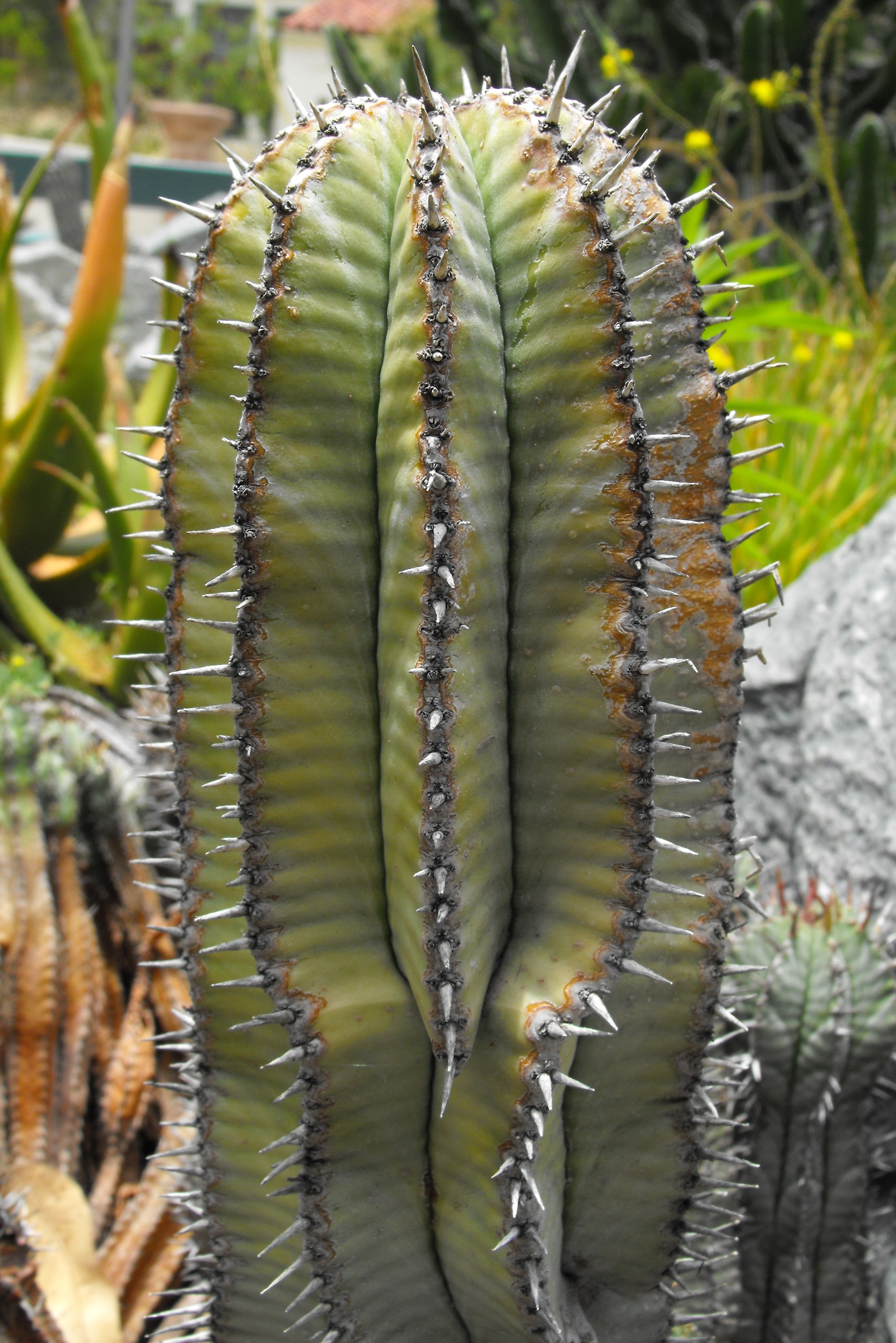
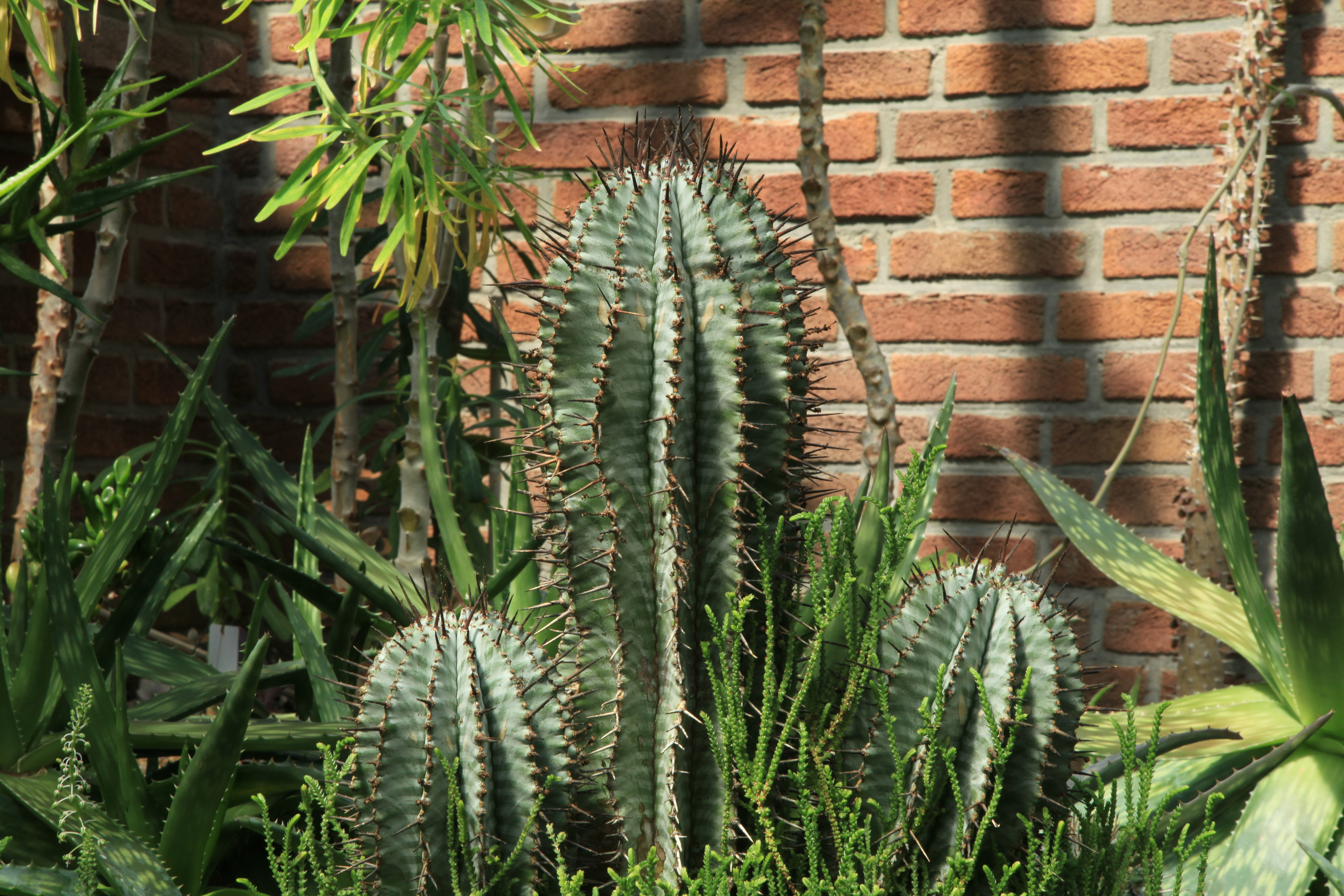
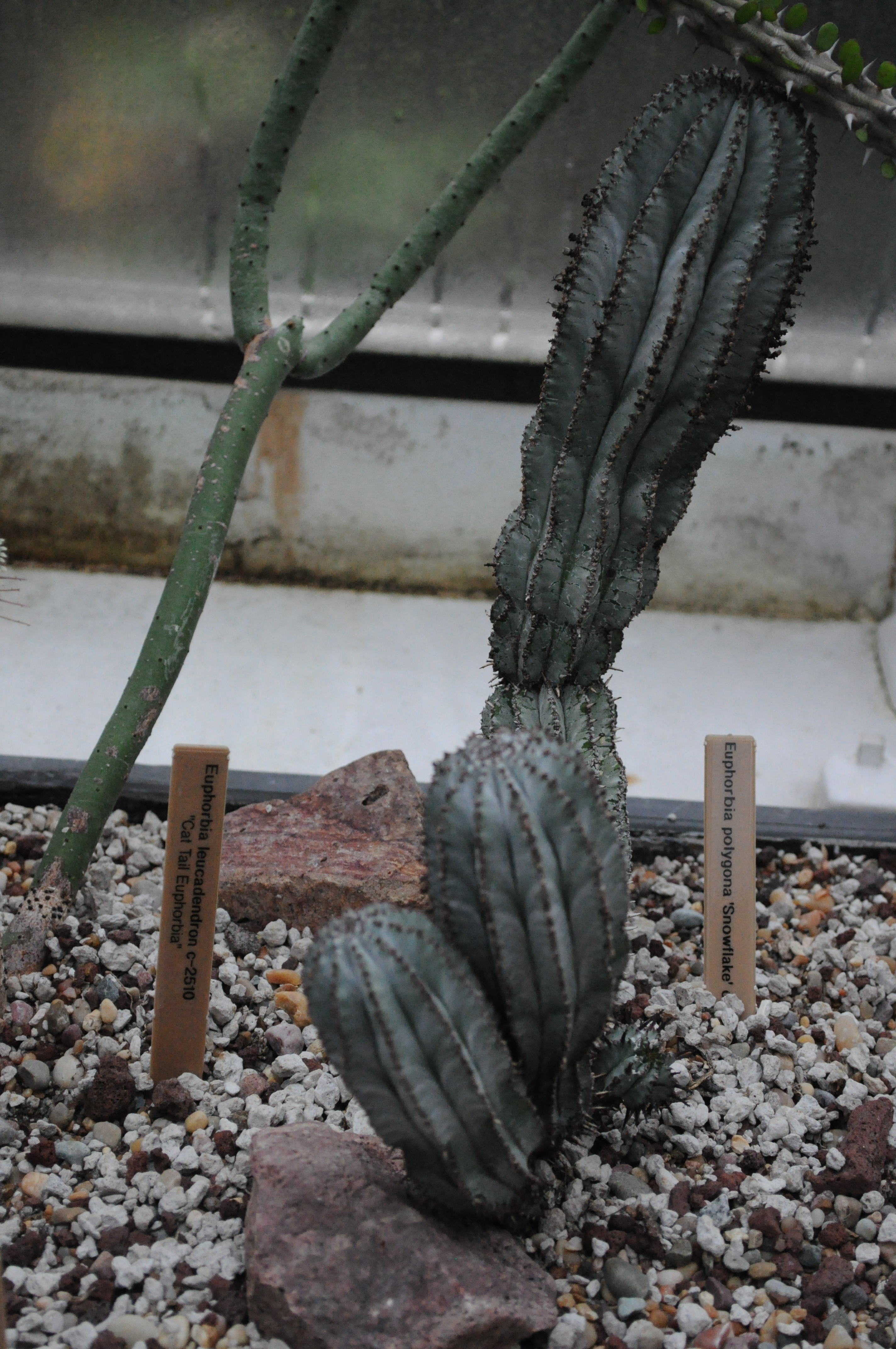
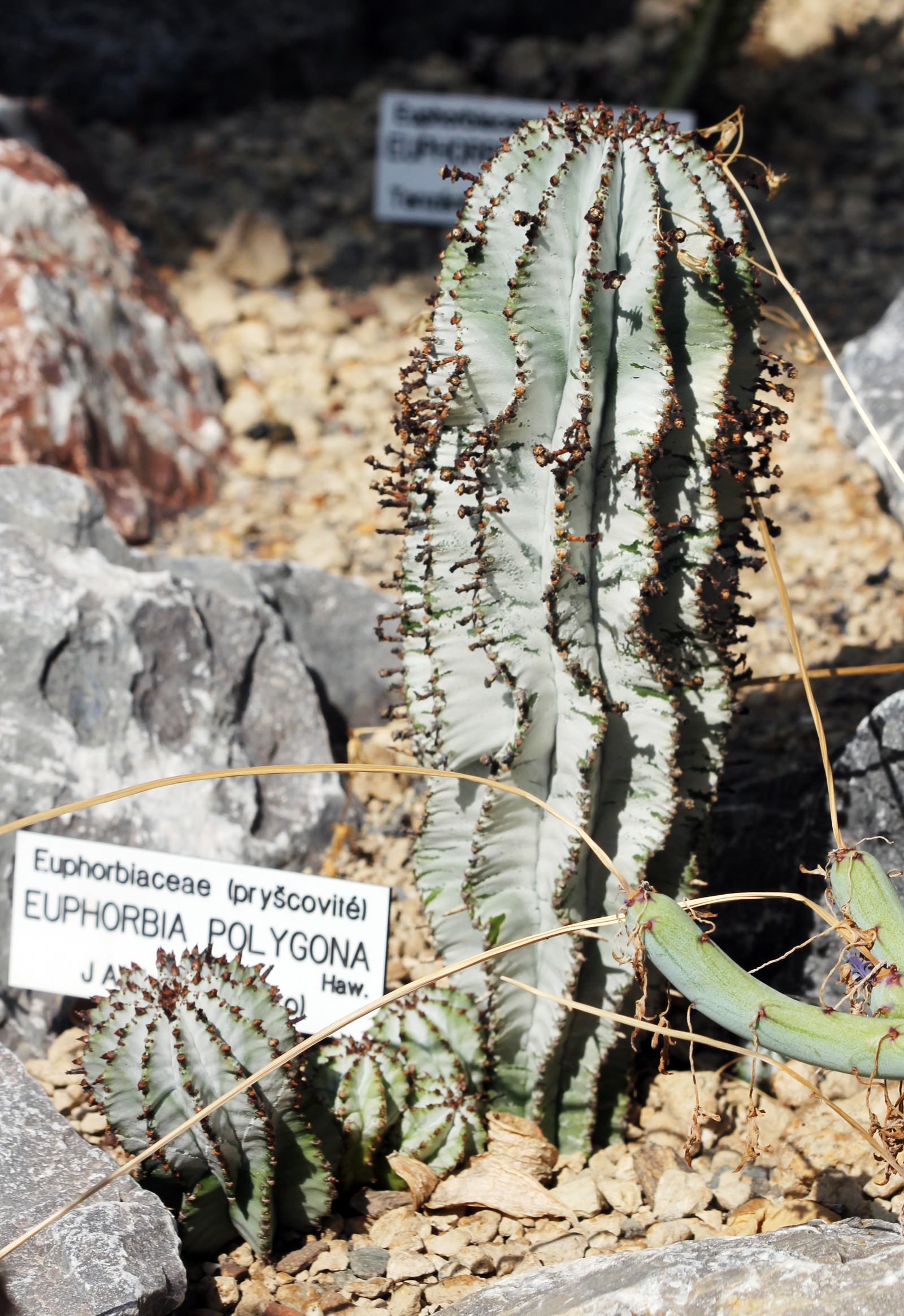